# Ostra-gigante
As ostras-gigantes (nome científico: Tridacna gigas) são os maiores moluscos bivalves existentes do mundo, podendo chegar a ter 1,2 metro de comprimento e pesar mais de 200 quilogramas. São encontradas nas águas quentes dos Oceanos Índico e Pacífico (zona sul), como por exemplo no Grande Barreira de Corais na Austrália. Conseguem viver mais de 100 anos, e todas as ostras possuem colorações únicas sendo possível distinguir cada indivíduo.
Esta espécie tinha em tempos uma reputação de conseguir alimentar-se de pessoas, sendo um terrível predador. Hoje em dia sabe-se que a espécie não é perigosa, nem agressiva; e que apenas fecha a sua concha numa ação defensiva, se bem que é capaz de se agarrar e prender alguma coisa. Aliás, as ostras-gigantes, as de maiores dimensões, nunca conseguem fechar a sua concha totalmente. Os músculos responsáveis pelo fecho da concha movem-se também demasiado devagar para apanhar um nadador de surpresa.
Estes músculos são considerados uma iguaria no mundo da culinária. Mas a captura excessiva desta espécie em ordem de obter alimento, conchas e exemplares para aquários tornou-a “vulnerável” à extinção.

## Ecologia

### Dieta
As ostras-gigantes alimentam-se dos açúcares e proteínas produzidas pelos biliões de algas celulares que habitam os seus tecidos. Esta simbiose é benéfica para estas algas, pois encontram-se protegidas e com acesso a luz solar, durante o dia, quando as ostras abrem as suas conchas para as algas conseguirem realizar a sua fotossíntese.
Também costuma filtrar água e alimentar-se do plâncton que passa, sendo considerada então uma espécie carnívora.

### Reprodução
São hermafroditas e reproduzem-se sexuadamente (produzem tanto esperma como oócitos, mas não realizam auto-fertilização). Desta forma conseguem-se reproduzir com qualquer membro da sua espécie. Elas libertam o esperma e oócitos para o mar, para serem capturados por outras ostras e ocorrer então a fertilização. Depois as ostras libertam os seus óvulos na água, que irão chocar e originar larvas. Colocam mais de 500 milhões de ovos por desova, sendo que ocorrem três destas por ano, o que equivaleria a uma ninhada de quatro milhões de ovos por dia.
Estas larvas passam o período inicial das suas vidas a formar a sua concha e à procura de um locar onde se possa agarrar e ficar lá para o resto da sua vida (assim a ostra-gigante é apenas móvel na sua fase larvar e quando forma uma concha completa e torna-se juvenil, com cerca de 20 cm de diâmetro, acaba por tornar-se imóvel, ficando no habitat onde decidiu instalar-se).